# Lavoro minorile

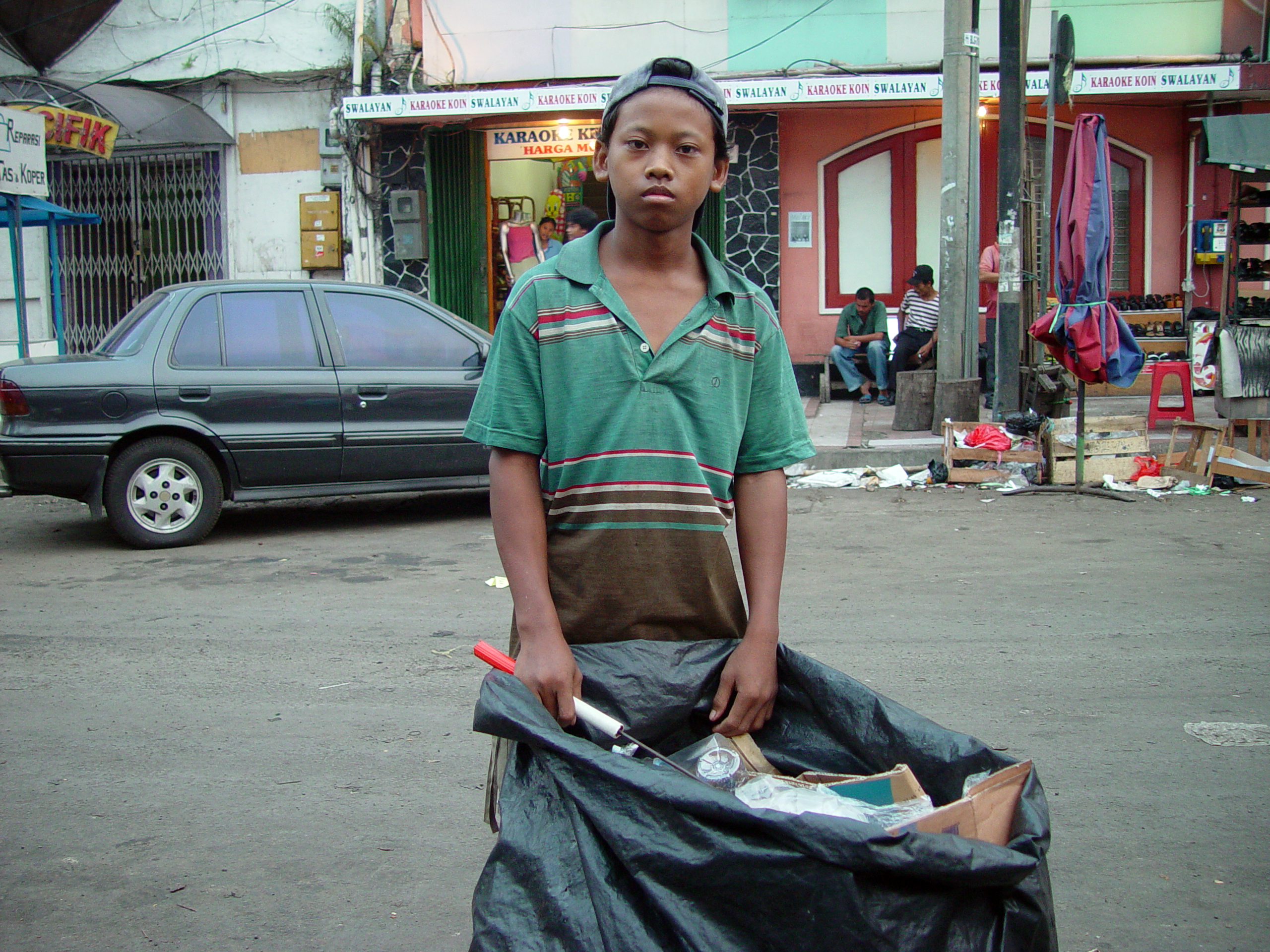
Un ragazzo di Giacarta raccoglie spazzatura in mezzo alla strada

Il lavoro minorile o sfruttamento minorile è definito come una qualsiasi attività lavorativa che impedisce lo studio e la libertà nella fase minorile, della Dignità e influisce negativamente sul loro sviluppo psico-fisico. Genericamente sono definite lavoro minorile tutte le forme di lavoro svolte da minori al di sotto di un’età minima stabilita per legge, che può variare da paese in paese. Il lavoro minorile è un fenomeno di dimensioni globali. Secondo le recenti stime dell’Organizzazione internazionale del lavoro (OIL), sono ancora 152 milioni i bambini — 64 milioni sono femmine e 88 milioni sono maschi — vittime di lavoro minorile. Metà di essi, 73 milioni, sono costretti in attività di lavoro pericolose che mettono a rischio la loro salute, la loro sicurezza e il loro sviluppo morale. Il fenomeno del lavoro minorile è concentrato soprattutto nelle aree più povere del pianeta, in quanto sottoprodotto della povertà, che contribuisce anche a riprodurre. Tuttavia, non mancano casi di bambini lavoratori anche nelle aree marginali del Nord del mondo.

## Definizione
L'Organizzazione internazionale del lavoro utilizza le seguenti definizioni nelle sue pubblicazioni, che sono spesso utilizzate come riferimento nell'analisi del lavoro minorile:
- Un "minore" è una persona di età inferiore ai 18 anni.[7]
- Il lavoro è definito come un'"attività economica", sia che venga retribuita o meno. Quest'ultimo caso consente di includere l'economia informale o il lavoro domestico in una casa diversa dalla propria. I bambini sono divisi in cinque categorie: lavoratori, lavoratori e studenti, studenti non lavoratori, lavoratori domestici, e non impiegati in alcun'attività (perché malati, o riceventi educazione informale, ecc.)

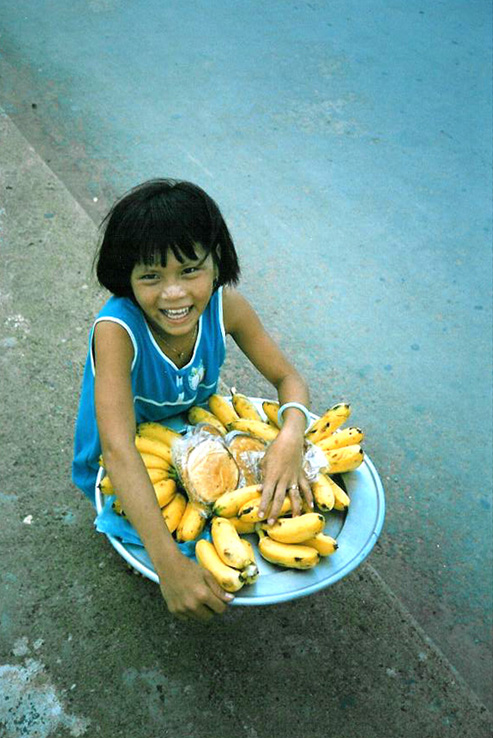
Un piccolo venditore di banane a Hô-Chi-Minh, Vietnam

Queste definizioni sono essenzialmente statistiche e non servono per tracciare la linea tra lavoro "accettabile" (alla luce delle convenzioni internazionali) o meno. La Convenzione ILO sull'età minima del 1973 (n. 138) è il documento di riferimento su questo argomento. La convenzione distingue un'età minima generale, un'età minima per il lavoro leggero e un'altra per il lavoro pericoloso. L'età minima generale deve essere fissata in misura non inferiore all'età in cui termina la scuola dell’obbligo, né in ogni caso inferiore ai 15 anni; può però essere abbassata a 14 anni, previa consultazione delle organizzazioni dei datori di lavoro e dei lavoratori interessati, in quegli Stati "la cui economia e le cui istituzioni scolastiche non sono sufficientemente sviluppate." La legislazione nazionale può autorizzare l’impiego in lavori leggeri di giovani di età dai 13 ai 15 anni, a patto che questi non danneggino la loro salute o il loro sviluppo e non siano di natura tale da pregiudicare la loro frequenza scolastica. I lavori pericolosi, sia per la salute sia per lo sviluppo personale sia per la moralità dei minori, non possono essere eseguiti in età inferiore ai 18 anni, oppure in età inferiore ai 16, a condizione che la salute, la sicurezza e la moralità dei minori impiegati siano pienamente garantite e che questi ultimi abbiano ricevuto un’istruzione specifica e adeguata o una formazione professionale nel settore d’attività corrispondente.
In quest'ottica non tutto il lavoro svolto da minorenni dovrebbe essere classificato come lavoro minorile da eliminare. La partecipazione dei bambini o degli adolescenti a lavori che non influiscono sulla loro salute e sul loro sviluppo personale o che non interferiscono con la loro istruzione scolastica, è generalmente considerata qualcosa di positivo. Ciò include attività come l'aiutare i genitori a casa, aiutare i genitori sul proprio lavoro, assistere nella conduzione di un'azienda familiare o guadagnare denaro tascabile al di fuori dell'orario scolastico e durante le vacanze scolastiche. Questo tipo di attività contribuisce allo sviluppo dei bambini e al benessere delle loro famiglie; forniscono loro competenze ed esperienza e aiutano a prepararli a essere membri produttivi della società per la vita adulta.
Il lavoro minorile è quindi qualsiasi tipo di lavoro che:
- è mentalmente, fisicamente, socialmente o moralmente pericoloso e dannoso per i bambini;
- interferisce con la loro istruzione privandoli dell'opportunità di frequentare la scuola, obbligandoli ad abbandonare prematuramente la scuola o richiedendo loro di cercare di conciliare la frequenza scolastica con un lavoro troppo lungo e pesante.

### Lavoroleggeroe lavoropericoloso

Uno schema dei diversi tipi di lavoro minorile, secondo l'ILO. Le cifre corrispondono al numero di bambini (in milioni) impiegati nelle diverse forme di lavoro, secondo la valutazione globale del 2002. La linea tratteggiata separa le forme accettabili e quelle inaccettabili.

La "Convenzione nº 138 sull’età minima" dell'OIL, definisce i lavori "leggeri" e "non pericolosi". In questa definizione rientrano tutti quegli impieghi che possono essere svolti dai minori, senza recare danno alla loro salute fisica e mentale o pregiudicare la normale frequenza scolastica o la partecipazione ai programmi di orientamento professionale. La legislazione nazionale potrà autorizzare l’impiego in lavori leggeri di giovani di età dai tredici ai quindici anni o l’esecuzione, da parte di detti giovani, di tali lavori a condizione che rispettino i requisiti sopra citati.
Un lavoro "pericoloso" è invece definito dalla "Raccomandazione sulle forme peggiori di lavoro minorile" del 1999 dell'OIL come qualsiasi tipo di impiego che mini la salute psicofisica, la sicurezza e la morale del minore impiegato. Vengono individuati come lavori pericolosi quelli che:
- espongono i minori ad abusi fisici, psicologici o sessuali;
- i lavori svolti sotterra, sottacqua, ad altezze pericolose e in spazi ristretti;
- i lavori svolti mediante l’uso di macchinari, attrezzature e utensili pericolosi o che implichino il maneggiare o il trasporto di carichi pesanti;
- i lavori svolti in ambiente insalubre tale da esporre i minori, ad esempio, a sostanze, agenti o processi pericolosi o a temperature, rumori o vibrazioni pregiudizievoli per la salute;
- i lavori svolti in condizioni particolarmente difficili, ad esempio con orari prolungati, notturni o lavori che costringano il minore a rimanere ingiustificatamente presso i locali del datore di lavoro.

Per questi tipi di lavoro, è permessa l'assunzione di minori a partire dall’età di 16 anni, a condizione che la salute, la sicurezza e la moralità dei minori interessati siano perfettamente tutelate e che il minore abbia ricevuto un’istruzione specifica adeguata o una formazione professionale nel settore d’attività pertinente. In caso contrario, le autorità nazionali devono agire per impedire queste forme di lavoro e fornire assistenza ai minori sfruttati.

### Peggiori forme di lavoro
Secondo la "Convenzione nº 182 sulle forme peggiori di lavoro minorile" dell'OIL, alcune forme di lavoro minorile sono classificate come le "peggiori forme di lavoro".Questa definizione include:
- tutte le forme di schiavitù o pratiche analoghe alla schiavitù, quali la vendita o la tratta di minori, la servitù per debiti e l’asservimento, il lavoro forzato o obbligatorio, compreso il reclutamento forzato o obbligatorio di minori ai fini di un loro impiego nei conflitti armati;
- l’impiego, l’ingaggio o l’offerta del minore a fini di prostituzione, di produzione di materiale pornografico o di spettacoli pornografici;
- impiego, l’ingaggio o l’offerta del minore ai fini di attività illecite, quali, in particolare, quelle per la produzione e per il traffico di stupefacenti, così come sono definiti dai trattati internazionali pertinenti;
- qualsiasi altro tipo di lavoro che, per sua natura o per le circostanze in cui viene svolto, rischi di compromettere la salute, la sicurezza o la moralità del minore.

Gli Stati devono fare tutto il possibile per impedire che un minore sia impiegato in tali attività, oltre a fornire tutta l'assistenza necessaria a sottrarre e riabilitare i minori coinvolti in tali forme.

## Storia del fenomeno

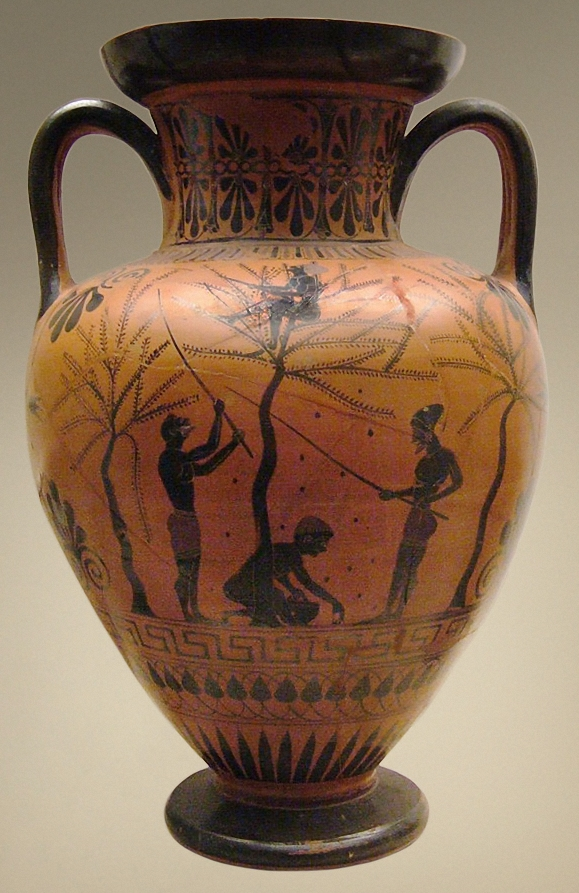
Raccolta delle olive rappresentata su un vaso di terracotta greco risalente al 520 a.C. Sono raffigurate le figure di due bambini impiegati nel lavoro.

Non ci sono dati concreti sull'inizio dello sfruttamento minorile in ambito lavorativo. Sono tuttavia presenti numerosi riferimenti all'utilizzo nell'antichità di forme di sfruttamento legate alla schiavitù o al lavoro agricolo e di allevamento. Il fenomeno del lavoro minorile risale sin dagli albori dell'uomo, ed era intrinseco nelle società preindustriali. I bambini partecipavano attivamente alle attività produttive e sociali, come l'accudimento dei bambini, la caccia e l'agricoltura, appena erano in grado di farlo. In molte società, bambini più piccoli di tredici anni erano impiegati nelle stesse attività degli adulti.
Il lavoro dei bambini era importante nelle società preindustriali, in quanto i bambini avevano bisogno di fornire il proprio lavoro per la sopravvivenza propria e della propria comunità. Dato che le società preindustriali erano caratterizzate da una bassa produttività e da una breve aspettativa di vita, impedire ai bambini di partecipare al lavoro sarebbe stato più dannoso per il loro benessere e quello del loro gruppo nel lungo periodo. Nelle società preindustriali, i bambini non avevano bisogno di frequentare la scuola. Ciò vale in particolare per le società primitive. La maggior parte delle abilità e delle conoscenze preindustriali erano trasmissibili attraverso la pratica o l'apprendistato da parte di adulti competenti. I bambini spesso apprendevano un mestiere all'interno del proprio nucleo familiare, contribuendo da subito alla sua sopravvivenza.

### Rivoluzione industriale
Bambini e adolescenti hanno sempre lavorato, ma il fenomeno non fu considerato un problema sociale se non dopo l'avvento della rivoluzione industriale, che introdusse tempi e metodi di lavoro mai visti prima nella storia dell'umanità, fortemente penalizzanti per il lavoratore. La rivoluzione industriale avvenne in primo luogo nel Regno Unito e in Francia alla fine del XVIII secolo e l'inizio del XIX secolo. Mentre molte fabbriche, miniere o cantieri edili impiegavano lavoratori in massa, questi, spesso con famiglie numerose da mantenere e in condizioni di vita basse, incoraggiavano i propri figli ad andare con loro in fabbrica, nelle stesse cattive condizioni degli adulti. La rivoluzione industriale diede inizio allo sfruttamento sistematico del lavoro infantile. I bambini si ritrovarono così a lavorare nei cotonifici dell'Inghilterra settentrionale, nelle banchine e nelle officine tessili del Regno Unito, degli Stati Uniti o nelle filande francesi.

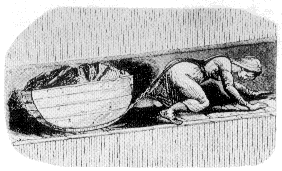
Un'illustrazione inglese mostra l'utilizzo dei bambini nelle miniere

Il lavoro infantile, così come quello delle donne, portava tre vantaggi ai proprietari industriali: permetteva di ridurre gli stipendi per i lavoratori maschi adulti, permetteva l'occupazione di interi nuclei familiari, accelerando il crollo dello stile di vita del contadino tradizionale, offriva un numero maggiore di dipendenti, consentendo l'uso continuo delle macchine negli stabilimenti. I bambini erano apprezzati per l'agilità e le dimensioni ridotte dei loro corpi, caratteristiche particolari che li rendevano più adatti degli adulti per alcuni lavori dove era necessaria destrezza manuale e precisione. I bambini erano quindi usati per lavorare in ambienti troppo piccoli per un adulto (come i cunicoli stretti delle miniere), per pulire le parti inaccessibili dei macchinari o per operare su componenti delicate o piccole (come i doffer). Spesso le condizioni in cui lavoravano erano letali o potevano causare gravi danni soprattutto al fisico, che spesso veniva danneggiato in modo irreparabile. Inoltre i bambini erano più facilmente controllabili degli adulti, ed erano pagati molto di meno.

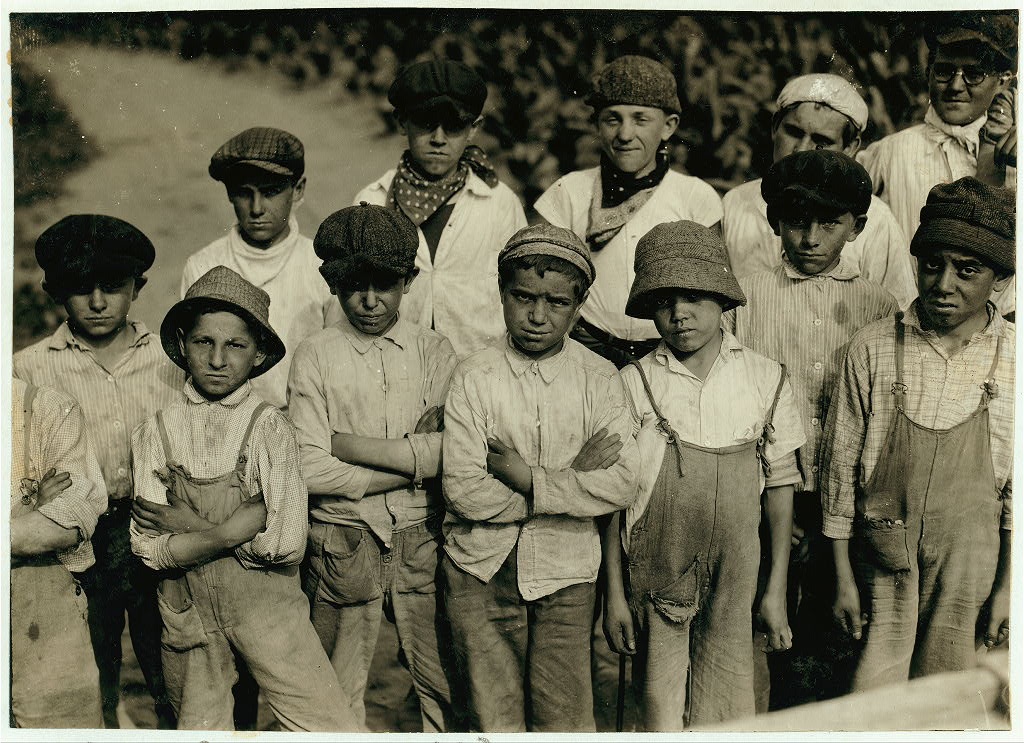
Bambini impiegati nei campi vicino a Gildersleeve, Connecticut, nel 1917

Inoltre, non solo il lavoro era duro di per sé, ma le indagini condotte all'epoca mostravano come i bambini fossero vittime di qualsiasi genere di abuso da parte dei loro datori di lavoro. In una ricerca condotta in Inghilterra dal ricercatore Paxton Price, si evidenziò come i bambini potevano lavorare nelle miniere e nelle industrie tessili dalle dieci alle quattordici ore al giorno, e spesso erano picchiati se non raggiungevano le quote di produzione previste o per qualsiasi altro pretesto. Le condizioni di lavoro erano così povere che i bambini che lavorano nell'industria tessile, così come le donne, erano spesso colpiti dalla tubercolosi, a causa della polvere e dell'umidità. I piccoli lavoratori soffrivano anche di asma e di varie allergie, così come anche di scoliosi e rachitismo. Secondo un'indagine della British Association del 1878, i ragazzi fra gli undici e i dodici anni negli ambienti lavorativi erano in media 12 cm più corti di quelli provenienti da ambienti borghesi e aristocratici che frequentavano regolarmente le scuole. Anche il rischio di incidenti era altissimo, e non era raro che i bambini morissero durante il lavoro: ad esempio, veniva loro richiesto di entrare fisicamente nei macchinari inceppati per ripararli, ma una volta dentro i macchinari si riattivavano portando alla morte del bambino.

### Entità del fenomeno

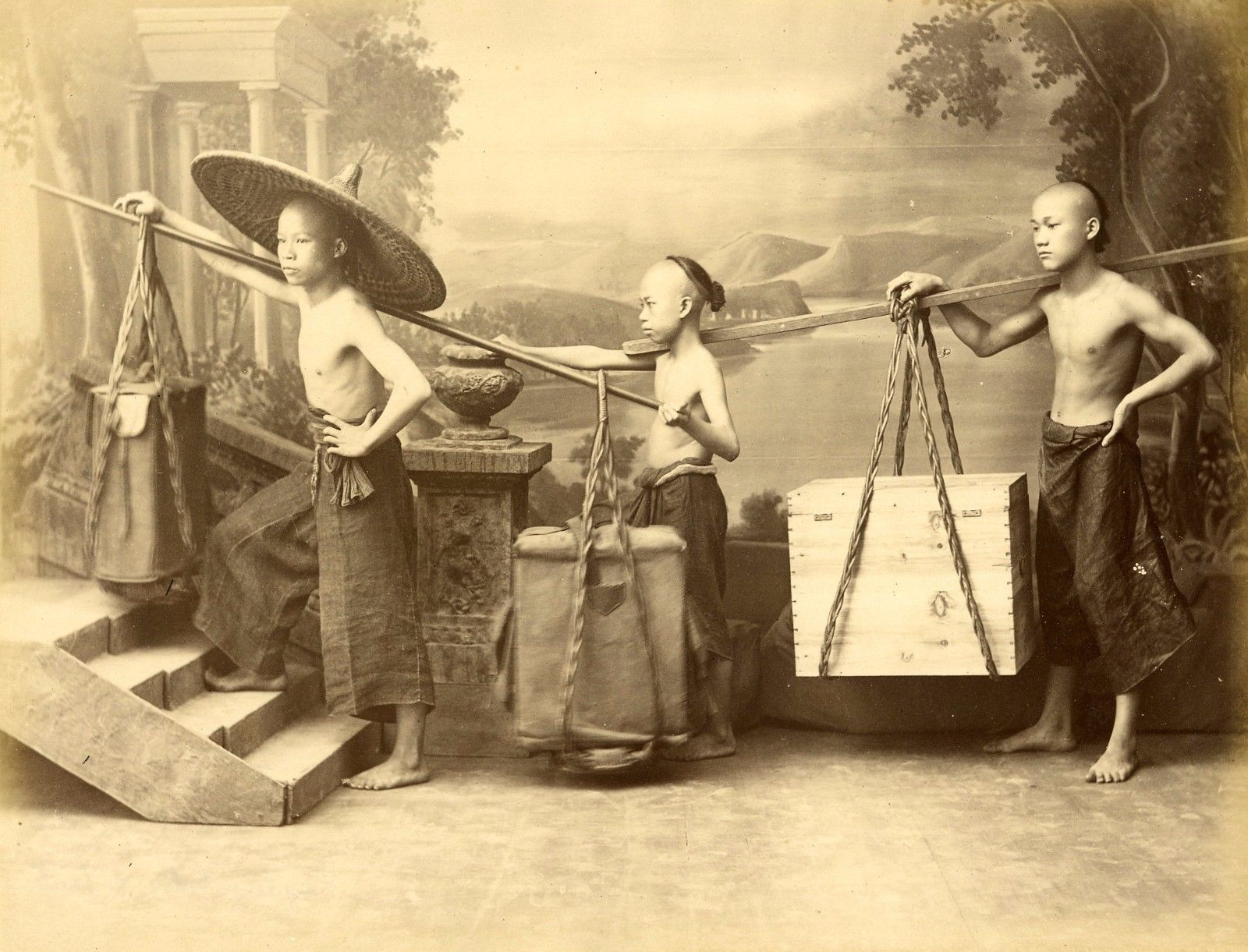
Tre ragazzi "coolie" cinesi, in posa per una fotografia di costume a Hong Kong. La fotografia è stata scattata negli ultimi anni del 1800.

Il lavoro minorile si diffuse in maniera massiccia, anche se l'entità dei bambini impiegati variava a seconda dei settori e dei periodi di tempo. La professoressa inglese Jane Humphries, in uno studio pubblicato nel 2010, scoprì come il lavoro minorile fosse molto più economico e comune di quanto si pensasse prima. Secondo le sue stime, agli inizi del XIX secolo, l'Inghilterra aveva più di un milione di lavoratori bambini, corrispondente al 15% di tutta la forza lavoro totale. Lo sviluppo industriale inglese non sarebbe stato così forte se non fosse stato per questa enorme mole di bambini tenuti in condizioni di schiavitù. Lo storico Howard Zinn sottolineò che negli Stati Uniti nel 1880, un bambino su sei sotto i sei anni lavorava. Nel 1900, il 18% di tutta la forza lavoro americana era composta da minori sotto i 16 anni.
Anche in altri paesi, meno toccati dalla rivoluzione industriale, la situazione era molto simile. La Canadian Royal Commission on Child Labour, istituita verso la fine dell'Ottocento, riportò che "l'impiego dei bambini è esteso e in crescita. Bambini sotto i dodici anni lavorano tutta la notte nelle vetrerie di Montréal. Nelle miniere di carbone della Nuova Scozia è comune per bambini di dieci anni lavorare fino a 60 ore a settimana nei cunicoli." Nello stesso periodo anche in Italia, quasi l'80% dei minori erano impiegati in tutti i settori produttivi, principalmente nell'agricoltura ma anche nelle fabbriche e nelle miniere (ad esempio i "carusi" nelle zolfatare siciliane).
In Asia, Africa e America del Sud la situazione era praticamente identica: nel 1900, fu calcolato che il 12% di tutti i lavoratori tessili in Messico erano bambini. In Brasile, molti bambini indigeni, così come i loro genitori, erano schiavizzati nella raccolta della gomma nelle piantagioni di Julio César Arana. In Asia i bambini erano impiegati in tutti i settori, ma potevano anche essere reclutati assieme alle loro famiglie come "coolie", ovvero una tipologia di schiavi a contratto, che generalmente provenivano dall'India, dalla Cina e dal Pacifico e venivano trasportati nelle colonie britanniche per lavorare nei grandi progetti infrastrutturali dell'impero coloniale. Anche in Africa, i bambini erano sfruttati in tutti i settori per foraggiare il sistema produttivo coloniale.

### Presa di coscienza
La rivoluzione Industriale può non aver aumentato il numero di bambini che lavorano - molti dei quali precedentemente assegnati al lavoro sul campo o a mansioni domestiche - ma le nuove condizioni determinate dall'industrializzazione e dallo sviluppo di una disciplina del lavoro specifica per il funzionamento di nuove fabbriche influenzarono in maniera pesante i bambini negri lavoratori. Lo storico E. P. Thompson sostenne che l'intensità del lavoro minorile aumentò considerevolmente tra il 1780 e il 1840, affermando che: "nelle fabbriche, la forza lavoro infantile e giovanile aumentava ogni anno; e in diverse occupazioni "indegne", la giornata lavorativa si allungava e il lavoro si intensificava". Secondo lo storico ed economista belga Paul Bairoch, le condizioni di lavoro erano aggravate dall'assenza dei genitori, poiché i figli non lavorano più per loro e accanto a loro come nelle società tradizionali. L'orario di lavoro aumentava (a volte fino a 16 ore al giorno nella prima fase dell'industrializzazione), per compiti monotoni e ripetitivi, e questo per stipendi irrisori.

L'arrivo massiccio di bambini nelle fabbriche rese chiaramente visibili le loro miserabili condizioni di lavoro e, soprattutto, espose al pubblico il fenomeno. Le indagini dell'epoca fornirono valutazioni molto negative. La statistica generale della Francia, ad esempio, del 1840 elencava 130.000 bambini sotto i 13 anni impiegati in stabilimenti con più di dieci dipendenti; il 20% dei minatori di Carmaux erano bambini nel 1850, e intorno al 1840, i bambini rappresentavano il 12% dei lavoratori industriali. Incidenti di fabbrica, frane ed esplosioni minerarie causarono molti feriti e morti fra questi piccoli, attirando l'attenzione dell'opinione pubblica.

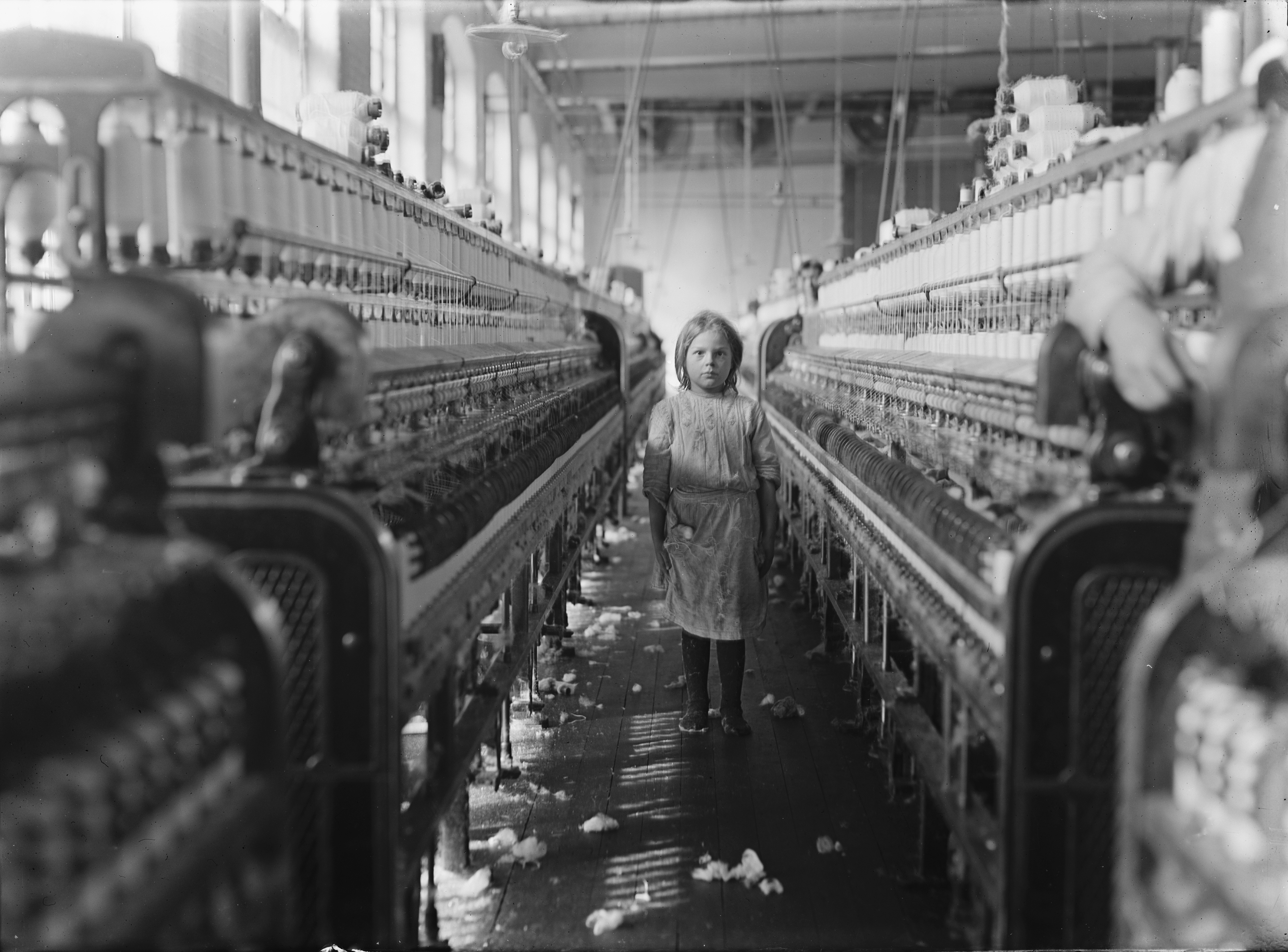
Una bambina lavoratrice in una fabbrica della Carolina del Sud; fotografia scattata nel dicembre 1908

I primi rapporti sulla reale condizione dei bambini lavoratori cominciarono a essere redatti da medici, ispettori o funzionari eletti che descrissero accuratamente gli infortuni e le condizioni di lavoro minorile. Allo stesso modo, anche il mondo della letteratura non restò impassibile di fronte al fenomeno: le opere di Charles Dickens, poi Victor Hugo ed Emile Zola ebbero un profondo impatto; il lavoro minorile venne utilizzato per denunciare lo sfruttamento della classe operaia (Karl Marx e Friedrich Engels, nel Manifesto del Partito Comunista, sostennero la proibizione del lavoro minorile). Alcuni industriali cominciarono a giustificarsi, argomentando che la dimensione ridotta dei bambini permetteva loro di svolgere alcuni compiti impossibili per gli adulti (punto che già dall'epoca era stato confutato ma era comunque comunemente accettato) e che l'uso dei bambini impediva loro di diventare vagabondi, contribuendo così alla pace sociale e aiutando le famiglie povere. Tra queste due posizioni, la regolamentazione e la successiva abolizione del lavoro minorile in Europa e Nord America richiesero più di un secolo, ma il fenomeno cominciò a essere riconosciuto come un problema sociale e non più una semplice condizione di fatto.

### Progressiva abolizione in Europa e negli Stati Uniti

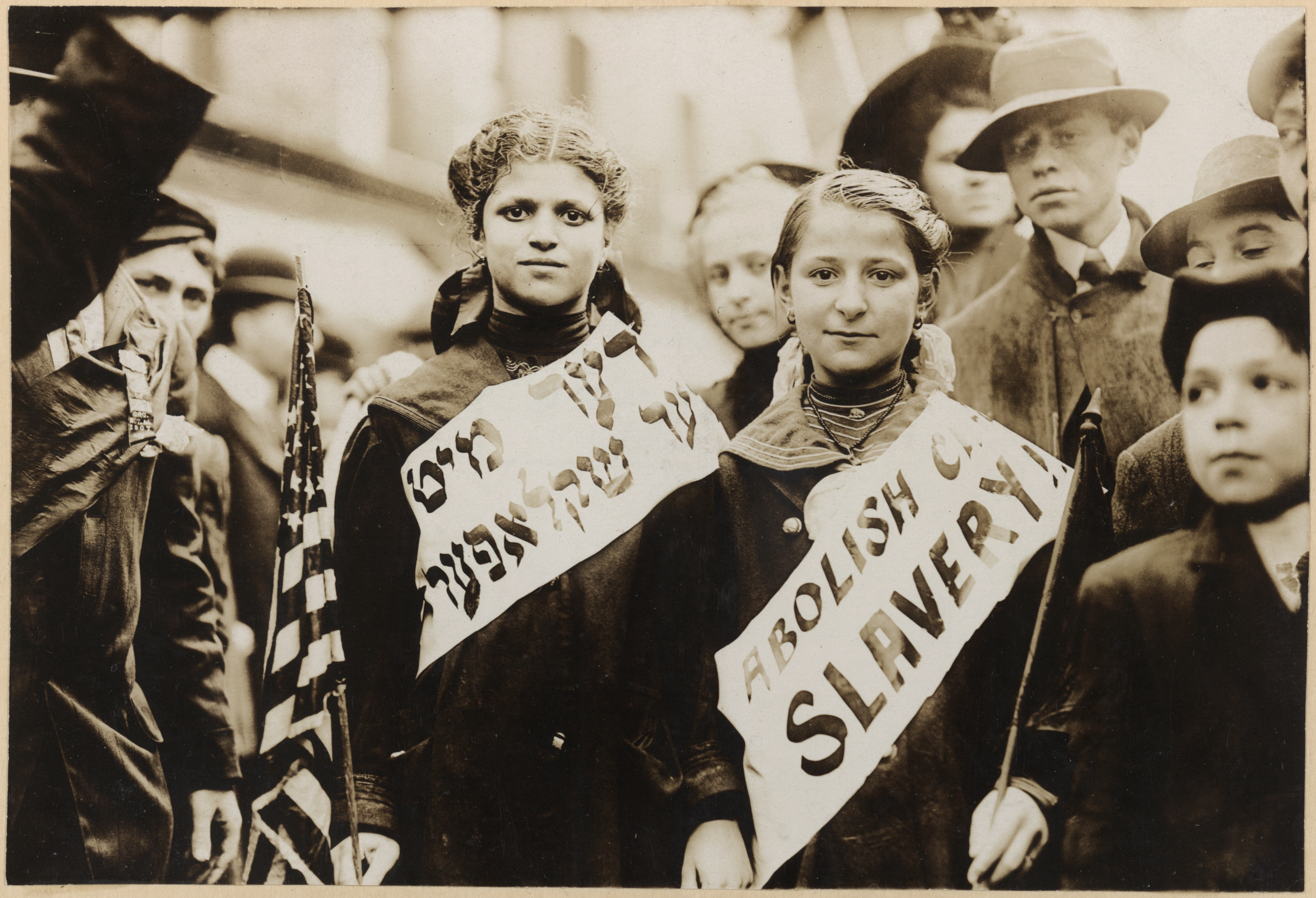
Due ragazze, probabilmente partecipanti a una marcia di lavoratori, indossano su alcune strisce di stoffa lo slogan "Abolite la schiavitù dei bambini!", in inglese e yiddish. La fotografia è stata probabilmente scattata a New York il 1º maggio 1909.

Verso la seconda metà dell'Ottocento, il lavoro minorile cominciò a diminuire in tutte le società industrializzate, a causa delle regolamentazioni e di alcuni fattori economici, tra cui la crescita dei sindacati. Prima di essere abolito, il lavoro infantile cominciò a essere regolato. In Inghilterra, già dal 1803 ci furono molti tentativi di regolamentare il lavoro minorile, ma fu solo dopo la mobilitazione dei lavoratori che nel 1833 fu promulgato il Factory Act, che vietava l'impiego di bambini al di sotto dei 9 anni nell'industria tessile e limitava l'orario di lavoro giornaliero a seconda dell'età (10 ore per i bambini dai 9 ai 14 anni, 12 ore per quelli dai 14 ai 18 anni); questa legge non è stata estesa a tutte le attività fino al 1853. In Francia, il medico Louis René Villermé pubblicò il suo "Tableau de l'état physique et moral des ouvriers", un quadro orribile delle condizioni di lavoro minorile, mentre il matematico Charles Dupin scrisse nel 1840 il resoconto "Du travail des enfants qu'emploient les ateliers, les usines et les manufactures", che portò alla legge del 21 marzo 1841: tale legge innalzava l'età minima per lavorare a 8 anni e limitava il lavoro notturno. Anche l'orario di lavoro fu regolamentato e la scuola dell'obbligo fu estesa sino ai 12 anni, ma queste misure ebbero scarso effetto. Nel frattempo, sempre il dottor Louis Villermé denunciava gli industriali che nascondevano i bambini durante i controlli. Nel 1874, una nuova legge limitò l'occupazione a 12 anni.
Negli Stati Uniti, alcuni stati industriali come il Connecticut o il Massachusetts cominciarono a limitare l'orario di lavoro a dieci ore al giorno nel 1843. In Italia il problema sociale del lavoro minorile venne affrontato dal Parlamento italiano, per la prima volta, intorno al 1880, da parte dei governi della Destra storica. In quegli anni venne proposto un progetto di legge per la riduzione dell'orario di lavoro dei minorenni. Solamente nel 1886, una legge limitò a nove le ore massime di lavoro e vietava il lavoro notturno. Purtroppo la mancanza di qualsiasi controllo impediva il rispetto di queste leggi. Anche in Prussia, il lavoro minorile cominciò a essere inquadrato come un problema sociale. A causa dei molti bambini malati, l'esercito prussiano non era più stato in grado di trovare un gran numero di reclute in buona salute. Ecco perché, nel 1839, fu emanata una legge che proibiva il lavoro in fabbrica per i bambini sotto i 10 anni. I bambini di età compresa tra 10 e 16 anni avrebbero potuto lavorare fino a un massimo di 10 ore al giorno, vietato il lavoro notturno e di domenica. Nel 1853 l'età minima fu aumentata a 12.
Alla fine del XIX secolo in Europa, l'età minima era ancora di 9 anni in Italia, 10 anni in Danimarca, 12 anni in Germania e nei Paesi Bassi, e 14 anni in Svizzera. Il lavoro notturno, la domenica e i giorni festivi furono vietati prima dei 16 anni in molti paesi. L'età minima per la discesa in miniera era generalmente superiore di uno o due anni. L'orario di lavoro fu ridotto a 6 ore in Inghilterra prima dei 14 anni, 8 ore in Italia e 12 ore in Belgio. In Italia, la Legge, offre la possibilità agli adolescenti di iniziare a lavorare a 16 anni a patto di aver assolto l’obbligo scolastico. Invece, in rapporto 1:5, un bambino si sia già affacciato al mondo del lavoro prima dei 16 anni.
L'introduzione della scuola dell'obbligo fu il fattore più decisivo per ridurre il lavoro minorile in Europa. La scuola entrò per la prima volta in conflitto con la fabbrica: per i genitori, la scuola era costosa, mentre avere un figlio lavoratore migliorava le condizioni economiche familiari; per gli industriali, l'orario scolastico entrava in conflitto con gli orari lavorativi. Da un'indagine, fenomeno riscontrato anche nel tempo,  si è osservato che buona parte dei genitori senza titolo di studio o con la licenza elementare o media, è significativamente più alta tra gli adolescenti che hanno avuto esperienze di lavoro
I motivi che spingono questi ragazzini ad attività lavorative sono svariati: la soddisfazione di avere soldi in tasca, o la volontà di aiutare i genitori, contesti di povertà ed esclusione sociale. In Francia, il politico Jules Ferry impose la scuola elementare obbligatoria dai 6 ai 13 anni di età nel 1880-1881. La sua natura gratuita permise di cambiare lentamente le mentalità facendo della scuola la norma, anche per i figli dei lavoratori che impiegarono un po' di tempo per comprenderne i benefici. Gli assegni familiari concessi sulla base della frequenza scolastica contribuirono ulteriormente a questa generalizzazione, compensando nel contempo le famiglie povere per la perdita di reddito associata alla fine del lavoro minorile. Fu anche questa misura che ridussero in modo significativo (ma non del tutto) il lavoro domestico e agricolo minorile, finora invisibile al legislatore. Altri paesi europei e nordamericani seguirono percorsi simili, innalzando nel corso del XX secolo l'età minima per l'obbligo scolastico, sino a raggiungere generalmente i 16 anni alla fine della scuola dell'obbligo (in Francia nel 1959, negli Stati Uniti nel 1938).

### XX secolo
Agli inizi del Novecento, cominciarono a essere messe in campo misure per abolire definitivamente il lavoro infantile nei paesi industrializzati. Negli Stati Uniti, i pionieri di questo sforzo furono il Comitato National Child Labor Committee, creato nel 1904, e i numerosi comitati statali per il lavoro minorile. Queste organizzazioni, impiegarono tattiche flessibili e furono in grado di resistere alla frustrazione delle sconfitte e al lento progresso. I comitati furono i pionieri delle tecniche di azione politica di massa, comprese le indagini degli esperti, l'uso diffuso della fotografia per drammatizzare le cattive condizioni dei bambini al lavoro, opuscoli, volantini e mailing di massa per raggiungere il pubblico, e lobbying avanzato. L'azione mediatica cominciò a modificare l'opinione pubblica nei riguardi del lavoro minorile. Fra il 1902 e il 1915 furono promulgate numerose leggi di contrasto del lavoro infantile, sino ad arrivare alla "Keating- Owen Act", firmata dal presidente Wilson fra il 1916 e il 1918, che vietava il commercio di beni prodotti con l'uso di lavoro minorile. Questa legge fu però giudicata incostituzionale dalla Corte Suprema e annullata. Ciò mostrò il forte clima di scontro fra gli abolizionisti e gli industriali, che portò i primi a cercare di introdurre emendamenti per regolamentare l'impiego di bambini a livello federale. Però, così facendo gli abolizionisti dovettero scontrarsi anche con gruppi religiosi e organizzazioni agricole che non volevano l'intromissione del governo federale nelle proprie attività. Fu però la Grande Depressione, e il successivo piano di politica economica del New Deal a cambiare gli atteggiamenti politici negli Stati Uniti, e riformare il lavoro minorile: il Fair Labor Standards Act del 1938 regolamentò il lavoro e proibì l'utilizzo di minori sotto i 16 anni in miniere e fabbriche. I ragazzi più piccoli potevano essere impiegati solo in determinate occupazioni e solo dopo l'orario scolastico.
Gran parte delle leggi sul lavoro promulgate negli altri paesi incominciarono poco prima o dopo la prima guerra mondiale. In Inghilterra, nel 1933 fu emanato il "Childrens and Young Persons Act", che vietò l'impiego di bambini sotto i 13 anni di età e regolò gli impieghi già esistenti. In India, nel 1937 l'articolo 14 della costituzione indiana proibiva l'impiego di bambini sotto i 14 anni nelle fabbriche, nelle miniere e in qualsiasi ambiente pericoloso. 

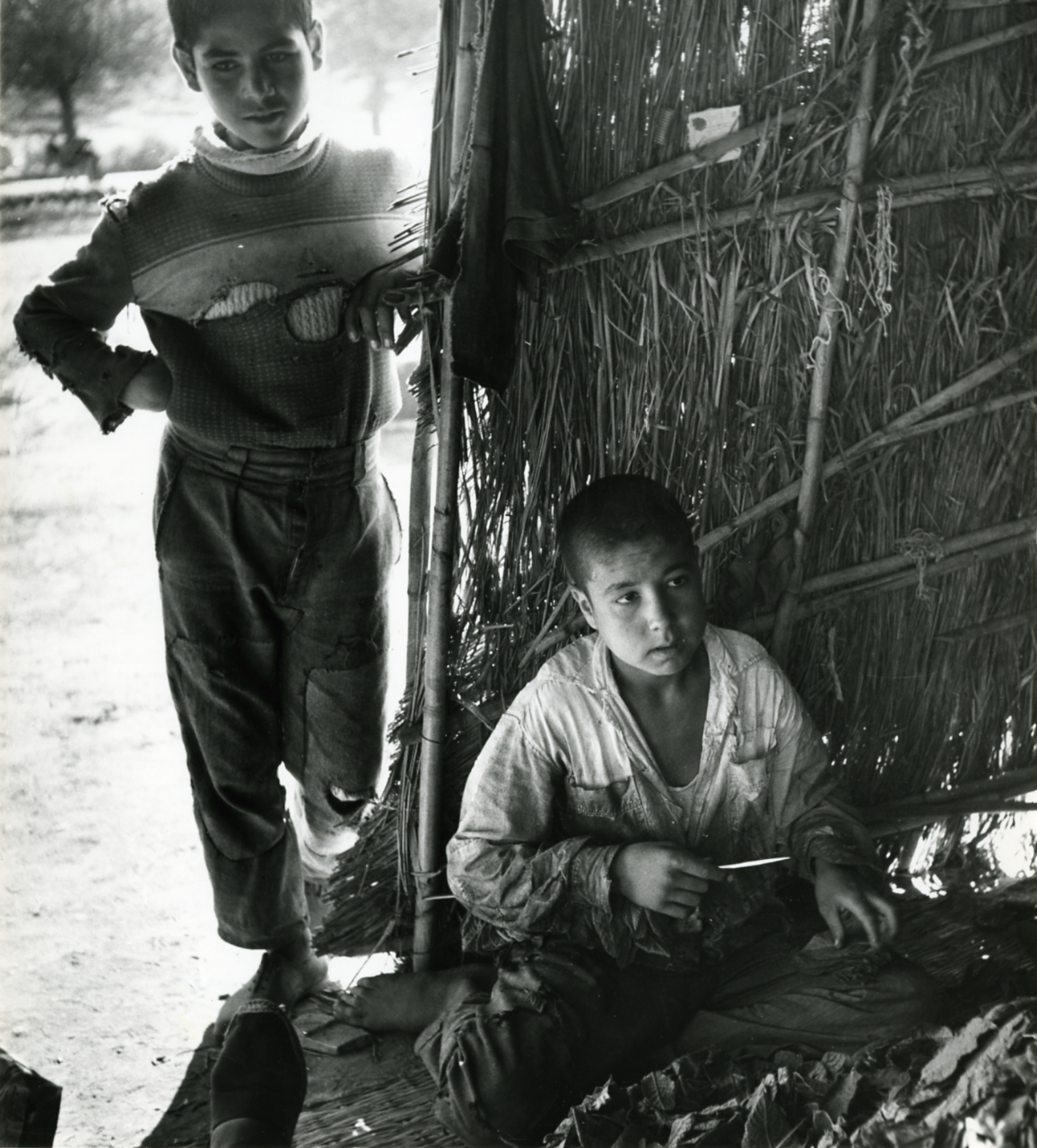
Ragazzi al lavoro in Turchia, 1962

A livello internazionale l'Organizzazione Internazionale del Lavoro (OIL) e l'UNICEF furono create rispettivamente dopo la prima e la seconda guerra mondiale come un modo per portare condizioni di lavoro più sicure per gli adulti, istituire limiti minimi di età per il lavoro, migliorare le condizioni di lavoro per i bambini ed eliminare il lavoro minorile in tutto il mondo. Nel 1919 i membri dell'ILO erano costituiti da paesi della Società delle Nazioni. In totale 41 paesi si riunirono sotto l'OIL. Dopo la seconda guerra mondiale, l'ILO fu affidato e poi finanziato dalle Nazioni Unite. Dopo la seconda guerra mondiale, l'OIL si propose di cambiare le norme sul lavoro minorile non solo con i paesi delle Nazioni Unite, ma anche in tutto il mondo. Negli anni successivi furono redatte diverse convenzioni che prevedettero la regolamentazione e il divieto di uso dei bambini in molti settori lavorativi, specialmente quelli pericolosi..

### Globalizzazione
Sebbene il lavoro minorile fosse stato regolamentato e contenuto nei paesi industrializzati, la globalizzazione dimostrò, così come durante la prima rivoluzione industriale, il lavoro minorile e le sue terribili condizioni dei paesi in via di sviluppo. Durante gli anni Ottanta, numerosi scandali svelarono al pubblico occidentale i bambini che lavoravano nelle officine tessili asiatiche (i famigerati sweatshops), le nuove forme di schiavitù infantile e molte altre condizioni di disagio infantile. Alcune ONG, locali e internazionali, furono create per l'abolizione del lavoro minorile. Nel 1992 l'OIL creò il Programma internazionale per l'eliminazione del lavoro minorile (IPEC), un'organizzazione che si occupa esclusivamente dell'eliminazione del lavoro minorile e dello sfruttamento, organizzando campagne per incoraggiare le imprese transnazionali europee e nordamericane a non utilizzare il lavoro minorile.
Il 12 giugno 2002 fu dichiarata "Giornata internazionale contro lo sfruttamento del lavoro minorile."

## Situazione attuale
Una ricerca condotta dall'OIL e l'UNICEF mostravano come al 2012 nel mondo fossero vittime di lavoro minorile 168 milioni di bambini. Secondo indagini dell'OIL del 2016 si stima che nel mondo ci siano circa 218 milioni di bambini lavoratori, di cui 152 sono vittime di lavoro minorile. Altre stime calcolano che i bambini impiegati in qualche forma di lavoro pericolosa o comunque vietata siano più di 200 milioni. Secondo le stime dell'UNICEF, nei paesi in via di sviluppo un bambino su quattro è sfruttato in qualche forma di lavoro minorile.
Reperire questi dati è comunque difficile, dato che spesso questi numeri sono il frutto di valutazioni basate su questionari o sondaggi e le indicazioni non sono accurate. Tuttavia, le ricerche condotte danno un'idea realistica delle dimensioni del fenomeno. L'OIL distribuisce i dati raccolti ad altre agenzie delle Nazioni Unite come l'UNICEF o l'UNESCO. Le organizzazioni non governative, i sindacati, i governi e la Banca Mondiale utilizzano poi i dati, trasformandoli in riferimenti reali.
|                     |              |            | Minori lavoratori | Dei quali: Lavoro minorile vietato | Dei quali: Lavoro pericoloso |
| ------------------- | ------------ | ---------- | ----------------- | ---------------------------------- | ---------------------------- |
| Mondo (5 - 17 anni) |              | Numero     | 218.019           | 151.622                            | 72.525                       |
| Mondo (5 - 17 anni) | Prevalenza   | 16,7%      | 9,6%              | 4,6%                               |                              |
| Età                 | 5 - 14 anni  | Numero     | 130.364           | 114.472                            | 35.376                       |
| Età                 | 5 - 14 anni  | Prevalenza | 10,6%             | 9,3%                               | 2,9%                         |
| Età                 | 15 - 17 anni | Numero     | 87.655            | 37.149                             | 37.149                       |
| Età                 | 15 - 17 anni | Prevalenza | 24,9%             | 10,5%                              | 10,5%                        |
| Sesso               | Maschi       | Numero     | 123.190           | 87.521                             | 44.774                       |
| Sesso               | Maschi       | Prevalenza | 15,0%             | 10,7%                              | 5,5%                         |
| Sesso               | Femmine      | Numero     | 94.829            | 64.100                             | 27.751                       |
| Sesso               | Femmine      | Prevalenza | 12,4%             | 8,4%                               | 3,6%                         |

Dalle prime indagini condotte nel 2000, si è evidenziato come la portata del lavoro minorile è diminuita gradualmente negli ultimi anni, senza mai fermarsi. In sedici anni di osservazioni, la quota di minori impiegati nei lavori pericolosi si è più che dimezzata, e nel 2016 sono stati riscontrati 134 milioni di minori lavoratori in meno. Tuttavia, nel periodo fra il 2012 e il 2016, la lotta al fenomeno è rallentata, a causa della profonda recessione mondiale iniziatasi qualche anno prima.

### Divisione geografica

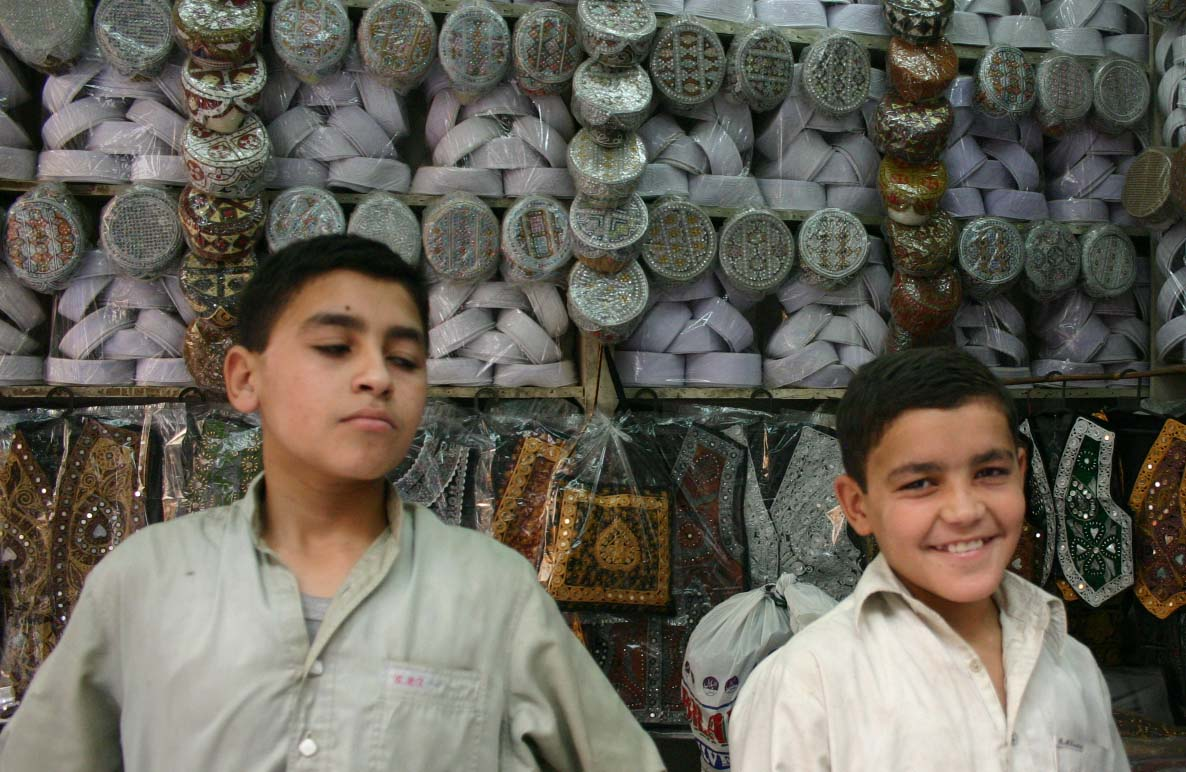
Piccoli venditori in un negozio pakistano (1980)

In termini di prevalenza, un bambino su cinque in Africa è impiegato in qualche forma di lavoro, mentre nelle altre regioni geografiche la prevalenza si attesta fra il 3% e il 7% della popolazione di minori totale. Negli stati arabi è impiegato un bambino su 35; in Europa e Asia centrale uno su 25; nelle Americhe uno su 19 e nell'Asia e nel Pacifico uno su 14. La regione africana, asiatica e pacifica insieme ospitano i nove decimi di tutta la forza lavoro minorile sul pianeta. Quasi la metà del totale (72 milioni) si trova in Africa, con Mali, Nigeria, Guinea-Bissau e Ciad che fanno registrare le percentuali più alte di bambini tra i 5 e i 17 anni coinvolti nel lavoro minorile. In questi Paesi, infatti, lavora più di 1 bambino su 2; quasi 1 su 3 (29%) se si considera l’area dell’Africa subsahariana dove, rispetto al passato, la lotta al lavoro minorile non soltanto non ha fatto registrare alcun miglioramento ma, al contrario, ha visto un incremento del fenomeno.
|                                  |                        |            | Minori lavoratori | Dei quali: Lavoro minorile vietato | Dei quali: Lavoro pericoloso |
| -------------------------------- | ---------------------- | ---------- | ----------------- | ---------------------------------- | ---------------------------- |
| Regione geografica (5 - 17 anni) | Africa                 | Numero     | 99.417            | 72.113                             | 31.538                       |
| Regione geografica (5 - 17 anni) | Africa                 | Prevalenza | 27,1%             | 19,6%                              | 8,6%                         |
| Regione geografica (5 - 17 anni) | Americhe               | Numero     | 17.725            | 10.735                             | 6.553                        |
| Regione geografica (5 - 17 anni) | Americhe               | Prevalenza | 8,8%              | 5,3%                               | 3,2%                         |
| Regione geografica (5 - 17 anni) | Asia e Pacifico        | Numero     | 90.236            | 62.077                             | 28.469                       |
| Regione geografica (5 - 17 anni) | Asia e Pacifico        | Prevalenza | 10,7%             | 7,4%                               | 3,4%                         |
| Regione geografica (5 - 17 anni) | Europa e Asia Centrale | Numero     | 8.773             | 5.534                              | 5.349                        |
| Regione geografica (5 - 17 anni) | Europa e Asia Centrale | Prevalenza | 6,5%              | 4,1%                               | 4%                           |
| Regione geografica (5 - 17 anni) | Stati arabi            | Numero     | 1.868             | 1.162                              | 616                          |
| Regione geografica (5 - 17 anni) | Stati arabi            | Prevalenza | 4,6%              | 2,9%                               | 1,5%                         |

### Divisione sociale
Il lavoro infantile varia a seconda dei continenti e delle culture, ma c'è un fattore costante comune a tutte le vittime: i bambini che lavorano provengono da famiglie povere; la povertà è una delle cause del lavoro minorile. Molto spesso i minori lavoratori provengono anche da una classe sociale bassa, come in India, dove i bambini che lavorano sono spesso dalit o membri di bassa casta, oppure nell'Europa orientale, dove spesso i bambini lavoratori provengono dalle minoranze romaní; In America Latina e in Africa, i bambini di strada sono più vulnerabili e hanno più probabilità di dover lavorare rispetto ai loro coetanei, così come i figli di immigrati nel Nord America o in Europa. Un altro problema comune di questi bambini è che stanno lavorano prevalentemente nei settori a bassa tecnologia (non ci sono bambini nelle imprese ad alta tecnologia) o dove è richiesto un gran numero di lavoratori, come l'agricoltura familiare, le grandi piantagioni o le officine tessili.

### Settori produttivi

#### Agricoltura

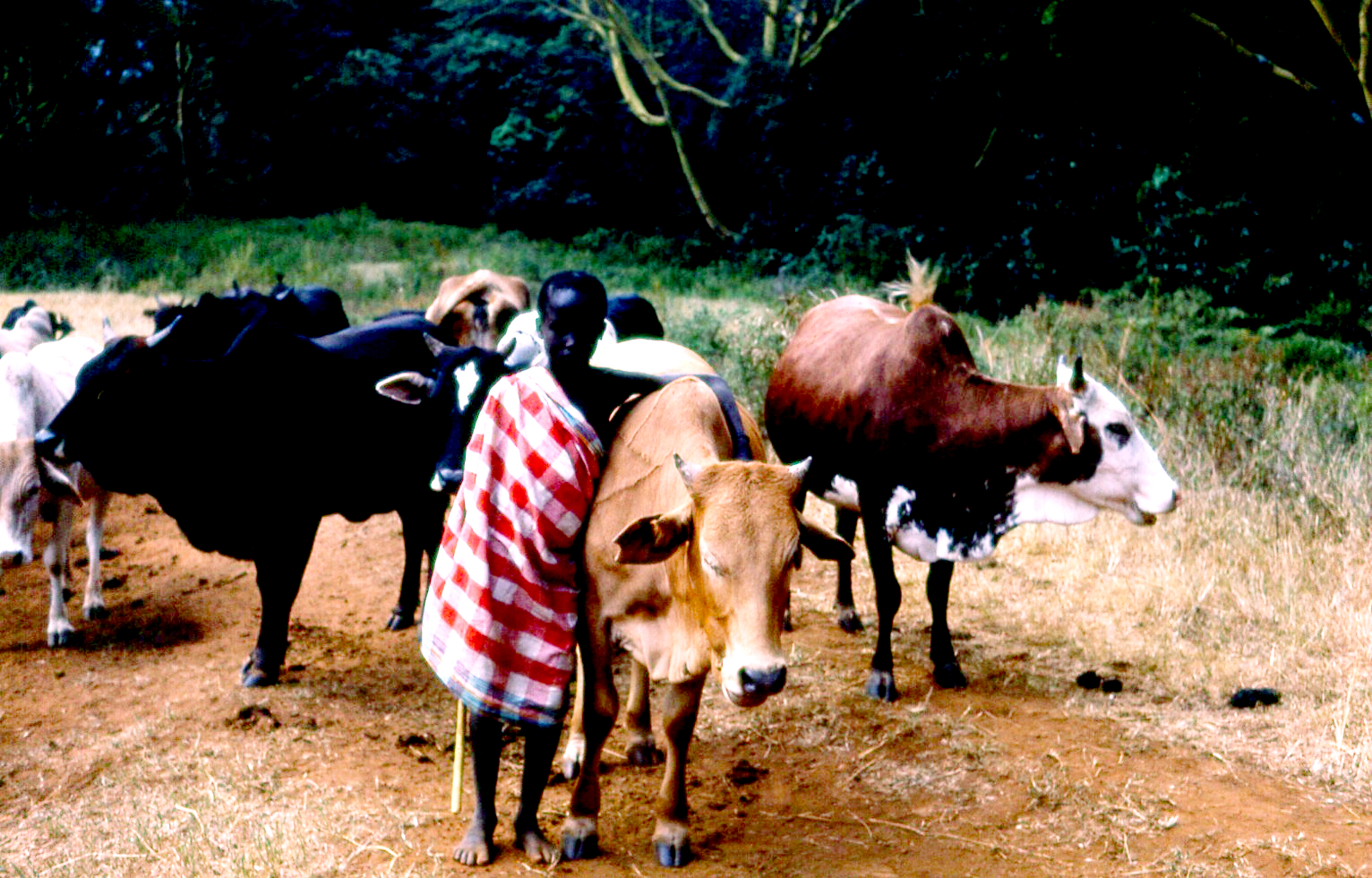
Un giovane pastore Masai, in Kenya, 1979. Il lavoro agricolo impiega la maggior parte dei bambini lavoratori, ed è difficile da rilevare perché svolto prevalentemente in famiglia.

I lavori imposti ai bambini si possono dividere in due categorie: settore produttivo, come agricoltura, industria, pesca, e settore urbano. L'agricoltura è il settore predominante per il lavoro minorile, rappresentando il 71% di tutti i minori impiegati, pari a 108 milioni di bambini in termini assoluti. Il lavoro minorile in agricoltura riguarda principalmente l'agricoltura e l'allevamento di sussistenza e commerciali e la pastorizia. Nell'agricoltura si distingue il lavoro svolto all'interno dei campi di famiglia e quello svolto nelle piantagioni o nelle fattorie commerciali di proprietà di imprese multinazionali. Nel settore agricolo però vengono estese le attività di pesca, silvicoltura e acquacoltura. La maggior parte del lavoro agricolo dei bambini non è retribuito e si svolge all'interno dell'unità familiare. Spesso è anche considerato come "pericoloso" per la sua natura e le circostanze in cui viene effettuato. Mentre i ragazzi svolgono le attività più "pesanti", le ragazze spesso hanno il compito di attingere acqua, prendersi cura dei bambini piccoli e preparare il cibo. Se i bambini lavoratori frequentano le scuole, è comune che si assentino durante i periodi della raccolta.
I bambini che lavorano nelle piantagioni di solito hanno condizioni di vita meno favorevoli: le loro attività sono legate a quelle dei loro genitori che aiutano a raccogliere i prodotti agrari, a prendersi cura delle piante o aggiungere lo sterco. Le moderne tecniche agricole presentano gli stessi pericoli per i bambini, legati alle temperature, la presenza di polveri, i rischi legati alle macchine e i pericoli dovuti all'uso di prodotti tossici (pesticidi).

#### Industrie e servizi
I minori lavoratori nel settore dei servizi e dell'industria sono rispettivamente 26 e 18 milioni. Anche se quello industriale ospita il minor numero di lavoratori, le mansioni per le quali sono richiesti minori sono di per sé rischiose e pericolose. Tre quarti dei bambini che lavorano in questo settore sono impiegati in lavori pericolosi. Nell'ultima ricerca condotta dall'OIL nel 2016 si evidenziava anche come sia i servizi sia le industrie operanti nell'economia urbana informale sono suscettibili di diventare più rilevanti in alcune regioni in futuro, dato che forze esterne come i cambiamenti climatici spingeranno molte famiglie rurali a trasferirsi in città. Bambini di età inferiore ai 12 anni sono comunemente impiegati nel settore edile, nelle pulizie e nei trasporti; questo era un dato rilevabile molto frequentemente fino agli anni ottanta persino in Europa meridionale, soprattutto in Italia. I luoghi in cui sono impiegati sono vari: si possono trattare di fabbriche, officine, miniere, cave, manifatture di mattoni, cantieri e impianti industriali pericolosi, come quelli in cui vengono creati prodotti chimici.

#### Lavoro domestico

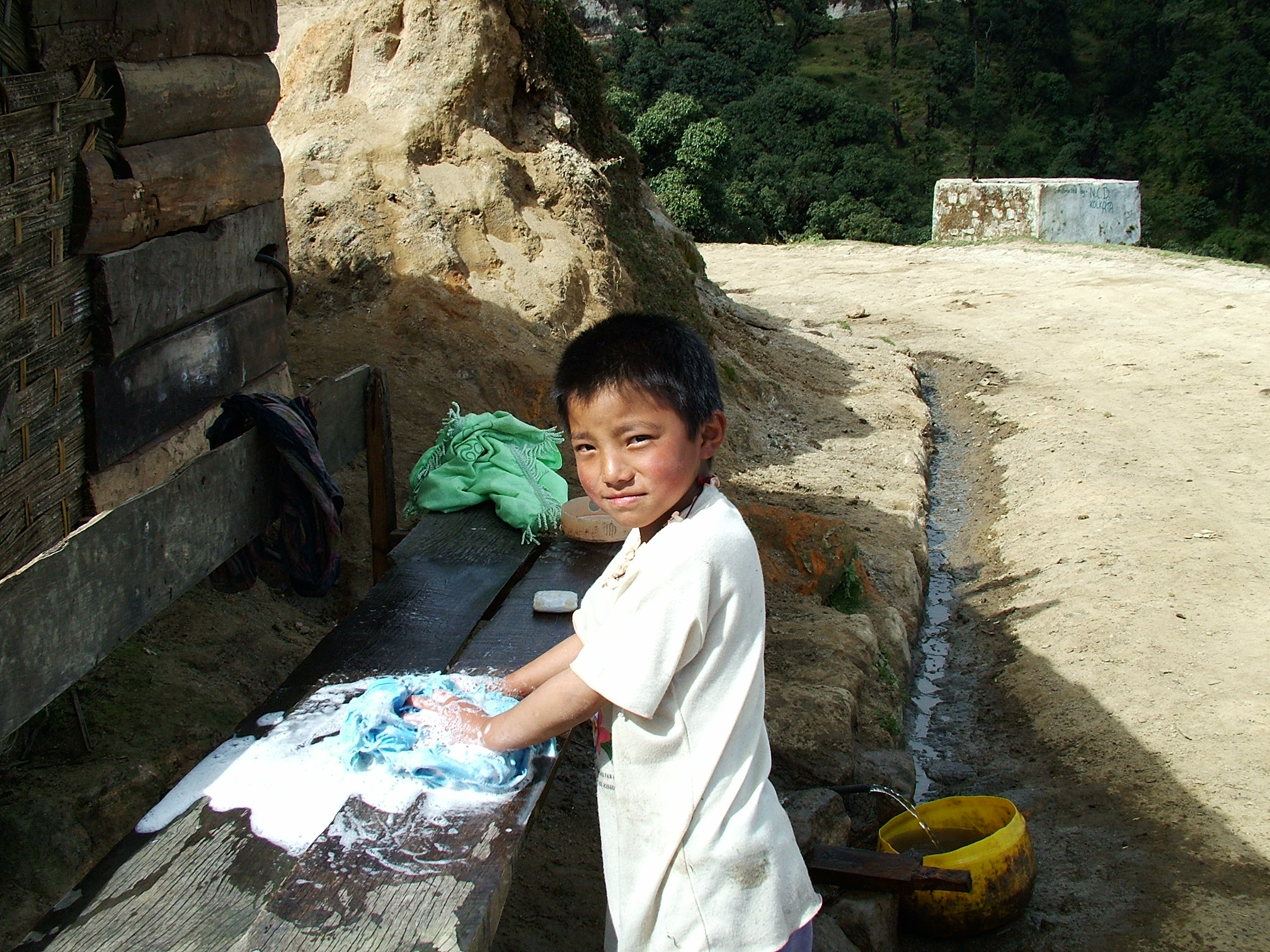
Un lavoratore domestico a Sandakphu, Bengala Occidentale

Il lavoro domestico è la forma di lavoro più nascosta e la più difficile da stimare perché si svolge in casa. Mentre il coinvolgimento di un bambino nelle faccende domestiche è generalmente considerato benefico e parte della sua istruzione, in molti paesi i bambini sono impiegati come domestici presso una famiglia terza, o addirittura sfruttati dalle loro stesse famiglie; tuttavia, quest'ultimo caso non è incluso nei bambini "economicamente attivi". Questa ambiguità favorisce i casi di sfruttamento, poiché i minori lavorano ma non sono considerati come lavoratori e, nonostante vivano in un contesto familiare, non sono considerati membri della famiglia. In tutti i casi, questi minori svolgono mansioni tipicamente casalinghe come pulire, stirare e cucinare; si occupano del giardino, prendono l'acqua o si occupano di altri bambini o degli anziani. Allontanati dalle loro famiglie, dipendono completamente dal datore di lavoro, con il rischio di subire violenze fisiche, psicologiche e sessuali, in condizioni simili alla schiavitù.
La difficoltà nel contrastare questo tipo di lavoro sta anche nelle basi culturali sul quale è poggiato. Il lavoro domestico è visto come più sicuro da parte dei genitori che mandano a lavorare i propri figli, soprattutto se si tratta di bambine o ragazze. Tale tipo di lavoro è culturalmente più accettato rispetto ad altre mansioni, ed è visto come un "passaggio necessario" nell'educazione dei minori, soprattutto se donne. Questo provoca il mancato riconoscimento del lavoro domestico come forma di sfruttamento, la scarsa considerazione dei minori impiegati come vittime e la mancante volontà politica da parte dei governi di affrontare il problema. A causa della facilità con cui è possibile nascondere i bambini sfruttati e della scarsa percezione del fenomeno, è difficile fare stime precise sul numero di minori impiegati in questo settore. Una ricerca condotta dall'OIL nel 2013 stimava che 17,2 milioni di minori fossero impiegati come lavoratori domestici.
Oltre alle cause sociali, il lavoro domestico può finire per essere "istituzionalizzato" e quindi risulta ancora più difficile individuare le vittime di sfruttamento. Ad esempio, restavek haitiani provengono da famiglie povere delle zone rurali dell'isola, i genitori dei quali, non potendosi permettere di mantenerli, li mandano a lavorare presso famiglie residenti in città. Il lavoro domestico può essere oggetto di un traffico o un modo per rimborsare un debito; questo succede ad esempio in Pakistan o in Nepal, dove le famiglie rurali spesso affittano i propri figli come servitori domestici per ripagare i debiti. In Etiopia, i lavoratori domestici formano un vero e proprio "commercio internazionale": ogni anno migliaia di ragazze vengono inviate nei paesi del Medio Oriente come servitrici, in ambienti a volte molto violenti.

#### Settore informale
Con "settore informale" si fa riferimento a tutto quell'insieme di attività non regolamentate, spesso di piccole dimensioni, svolte da un individuo o una famiglia. È prevalente soprattutto nelle aree urbane in cui la disoccupazione è elevata; nei paesi in via di sviluppo, l'OIL stima che questo settore rappresenti il 60% della forza lavoro urbana e una quota significativa del PIL (25% in Nigeria, quasi il 50% nelle Filippine ). È strettamente collegato all'esodo rurale e alla formazione di baraccopoli. Le principali attività in cui vengono impiegati i minori sono le vendite su piccola scala (bevande, frutta, sigarette), artigianato (riparazioni), servizi (lustrascarpe, autolavaggio, raccolta rifiuti), e trasporti.
Questi lavori sono principalmente destinati alla sopravvivenza a breve termine. Il settore informale non è estraneo al settore formale, ad esempio quando i venditori ambulanti lavorano per conto di un'azienda, formando così parte della catena di produzione. Il settore informale comprende anche i bambini di strada sfruttati per la rivendita di medicinali o l'accattonaggio (che colpisce 600.000 bambini secondo l'OIL). Anche se molti dei bambini che lavorano nel settore informale hanno una casa e una famiglia che possono fornire loro supporto, quelli che vivono nelle strade sono ancora più vulnerabili.

### Lavoro coatto e schiavitù
Si stima che circa 4,3 milioni di bambini lavorino in schiavitù in tutto il mondo, rappresentando il 18% di tutta la forza lavoro delle vittime di sfruttamento. Tale lavoro è caratterizzato da una certa limitazione dei movimenti del bambino, da violenza mentale o fisica e controllo quasi totale sulla vita del minore impiegato. In generale, qualsiasi servizio estorto a una persona sotto minaccia di una punizione o per il quale detta persona non si sia offerta spontaneamente. La schiavitù stessa significa che la persona è considerata una " merce ", di proprietà di colui che l'ha comprata. Le stime indicano che la maggior parte di questi minori si trovi in Asia. Questo potrebbe essere dovuto alla mancanza di fonti affidabili in altre regioni, ma anche alla natura informale e disorganizzata di queste strutture lavorative, che rendono impossibile la raccolta dati.
Un'altra causa di questa percentuale così alta è che in Asia sono presenti sistemi istituzionalizzati di schiavitù per debito, come ad esempio il sistema kamaiya in Nepal. Tali sistemi prevedono la possibilità di impiegare bambini anche molto piccoli per ottenere un prestito o estinguere un debito. Tali rapporti però si trasformano rapidamente in schiavitù. Esempi di questi sistemi possono essere trovati in Nepal, Pakistan e India. In quest'ultimo paese, i piccoli schiavi possono essere trovati nell'agricoltura, nell'industria del tabacco, in quella della seta e dei tappeti. Una ricerca condotta proprio in questo settore descrive le condizioni dei minori impiegati come segue:
Luoghi simili si possono trovare in Brasile nelle fabbriche di zucchero e nelle centrali a carbone. In Mauritania, nonostante l'abolizione della schiavitù nel 1980, ci sono ancora migliaia di persone, bambini e adulti, di origine africana e dal colore di pelle più scuro, che lavorano come schiavi per i berberi.

#### Traffico di minorenni
Per traffico di minorenni si intende il reclutamento, il trasporto, il trasferimento, l'alloggio o l'accoglienza di un bambino o di una bambina ai fini di sfruttamento. Secondo alcune stime dell'ILO e dell'UNODC condotte nel 2016, circa 5.5 milioni di minorenni sono vittime di traffico di esseri umani. I bambini e gli adolescenti trafficati vengono sfruttati in diverse maniere, dal semplice lavoro coatto alla prostituzione. Lo scopo del traffico dipende dall'età e dal sesso dei bambini: i ragazzi sono generalmente trafficati per lavoro forzato in grandi piantagioni o in attività criminali quali il traffico di droga, mentre le ragazze sono principalmente utilizzate per lo sfruttamento sessuale o domestico. I bambini possono anche essere sfruttati in reti di accattonaggio organizzate, inviati in reti di adozione illegale o per matrimoni forzati. La tratta avviene sia all'interno di paesi, tra paesi diversi e in tutto il mondo. Le reti sono al contempo nazionali, continentali o globali; l'ILO ha quindi identificato alcune delle principali rotte del traffico internazionale: dall'America Latina all'Europa e al Medio Oriente; dall'Asia verso l'Europa e il Medio Oriente; dal Nepal e dal Bangladesh verso l'India; dalla Birmania e dal Laos verso la Thailandia, dall'Africa occidentale alla Nigeria, dall'Africa orientale all'Africa del Sud, dall'Europa orientale all'Europa occidentale.

## Le cause
La responsabilità del lavoro minorile va attribuita in primo luogo alla povertà: nella maggior parte dei casi i bambini devono lavorare per costruire palloni, scarpe o per cucire abiti. Il lavoro infantile o minorile può essere causa, e non solo conseguenza, di povertà sociale e individuale. In alcuni casi svolgendo attività lavorative, un bambino non avrà la possibilità di frequentare in modo completo neppure la scuola elementare, rimanendo in una condizione di analfabetismo, a causa della quale non potrà difendere i propri diritti anche da lavoratore adulto. Infatti molto spesso i lavoratori venivano imbrogliati dai padroni perché erano analfabeti e non potevano sapere che cosa il proprio padrone stava facendo loro firmare, e doveva stare ai suoi ordini magari per anni o addirittura fino alla morte.
Un importante esempio è la storia vera di un ragazzo pakistano diventato in tutto il mondo il simbolo contro lo sfruttamento del lavoro minorile per essersi ribellato ai soprusi e alla violenza (Iqbal Masih).
Sono più di 1 su 20 i minori sotto i 16 anni coinvolti nel lavoro minorile in Italia: il 5,2% della fascia 7-15 anni per un totale di circa 260.000 giovani.
In Italia, lo sfruttamento del lavoro minorile è vietato dalla legge n. 977 del 17 ottobre 1967. Nonostante i divieti, l'ISTAT nel 2001 stimava che ci fossero in Italia circa 140.000 lavoratori tra i 7 e 14 anni.
Nel 1924 la Quinta Assemblea Generale della Società delle Nazioni adotta la Convenzione di Ginevra (o Dichiarazione dei diritti del bambino). Il 20 novembre 1989, con l'approvazione da parte dell'ONU della Convenzione internazionale sui diritti dell'infanzia, vi è un tentativo di arginare il fenomeno dello sfruttamento del lavoro minorile. Viene infatti stabilito che i bambini hanno il diritto "di essere tutelati da tutte le forme di sfruttamento e di abuso" (un'associazione che si occupa della tutela dei bambini è l'associazione Meter Onlus di don Fortunato Di Noto e l'UNICEF).
Per fermare lo sfruttamento minorile sono state promosse iniziative come la promozione di marchi commerciali che garantiscano che un determinato prodotto non sia stato fabbricato utilizzando manodopera infantile. Questi programmi, pur essendo mossi da buone intenzioni, non creano alternative ai bambini attualmente occupati, che si ritrovano così costretti a indirizzarsi verso altre attività produttive, nella maggior parte dei casi più pericolose. Nonostante i numerosi provvedimenti attuati, i bambini vittime di schiavitù, maltrattamenti e privi di educazione sono ancora molti.

## Fonti normative
Le fonti di diritto internazionale in tema di lavoro minorile sono: Convenzione ONU del 20 novembre 1989; Convenzione OIL n. 182 del 1999; Direttiva n. 94/33/CE.
La materia in Italia è disciplinata dalla Legge del 17 ottobre 1967, n. 977; dal d.P.R. del 20 aprile 1994, n. 365; dalla legge n. 296/2006. La legge prevede un'eccezione per gli "attori bambini", chi svolge attività culturali e di spettacolo, a condizione di non pregiudicare la frequenza delle scuole e la salute psico-fisica del minore, garantite da un'attività di filtro e controllo da parte della Direzione Provinciale del Lavoro.

## Filmografia
- Children Who Labor
- The Cry of the Children, regia di George Nichols (1912)
- Child Labor (1913)[59]
- Gli ultimi, regia di Vito Pandolfi (1963)
- Padre padrone, regia di Paolo e Vittorio Taviani (1977)
- Iqbal, regia di Cinzia TH Torrini (1988)
- La discesa di Aclà a Floristella, regia di Aurelio Grimaldi (1992)
- Padre Daens, regia di Stijn Coninx (1993)
- Oliver Twist, regia di Roman Polański (2005)
- Rosso Malpelo, regia di Pasquale Scimeca (2007)